# Getsjön, Västergötland
Getsjön är en sjö i Lilla Edets kommun i Västergötland och ingår i Göta älvs huvudavrinningsområde.